# 小伊納瓜島
小伊納瓜島是巴哈馬的島嶼，位於大伊納瓜島東北面8公里的大西洋海域，長17.3公里、寬11.2公里，面積126平方公里，該島在公元7世紀被發現，島上無人居住。
21°30′N 73°00′W / 21.500°N 73.000°W